# رطية لامعة

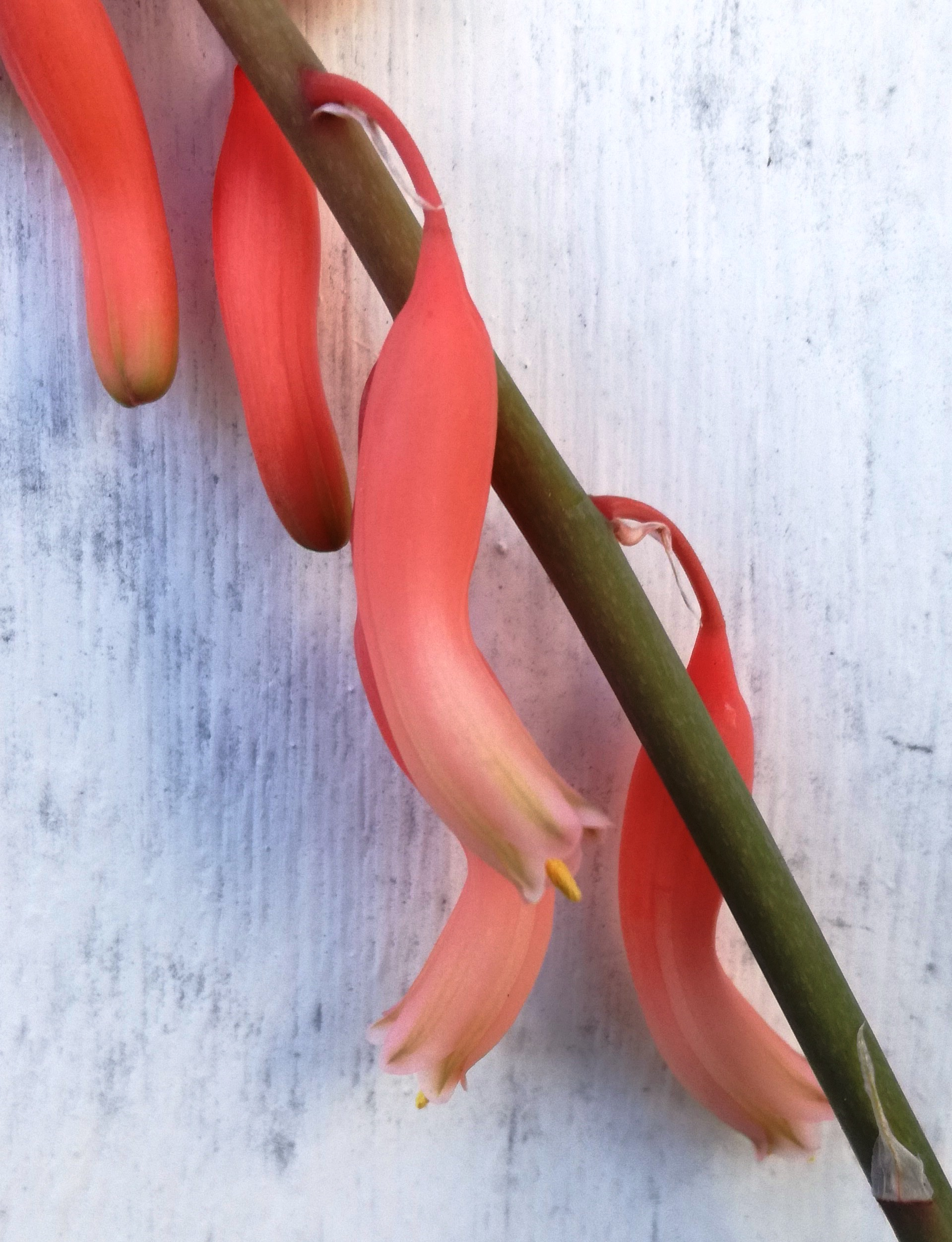
زهرة أحد الضروب

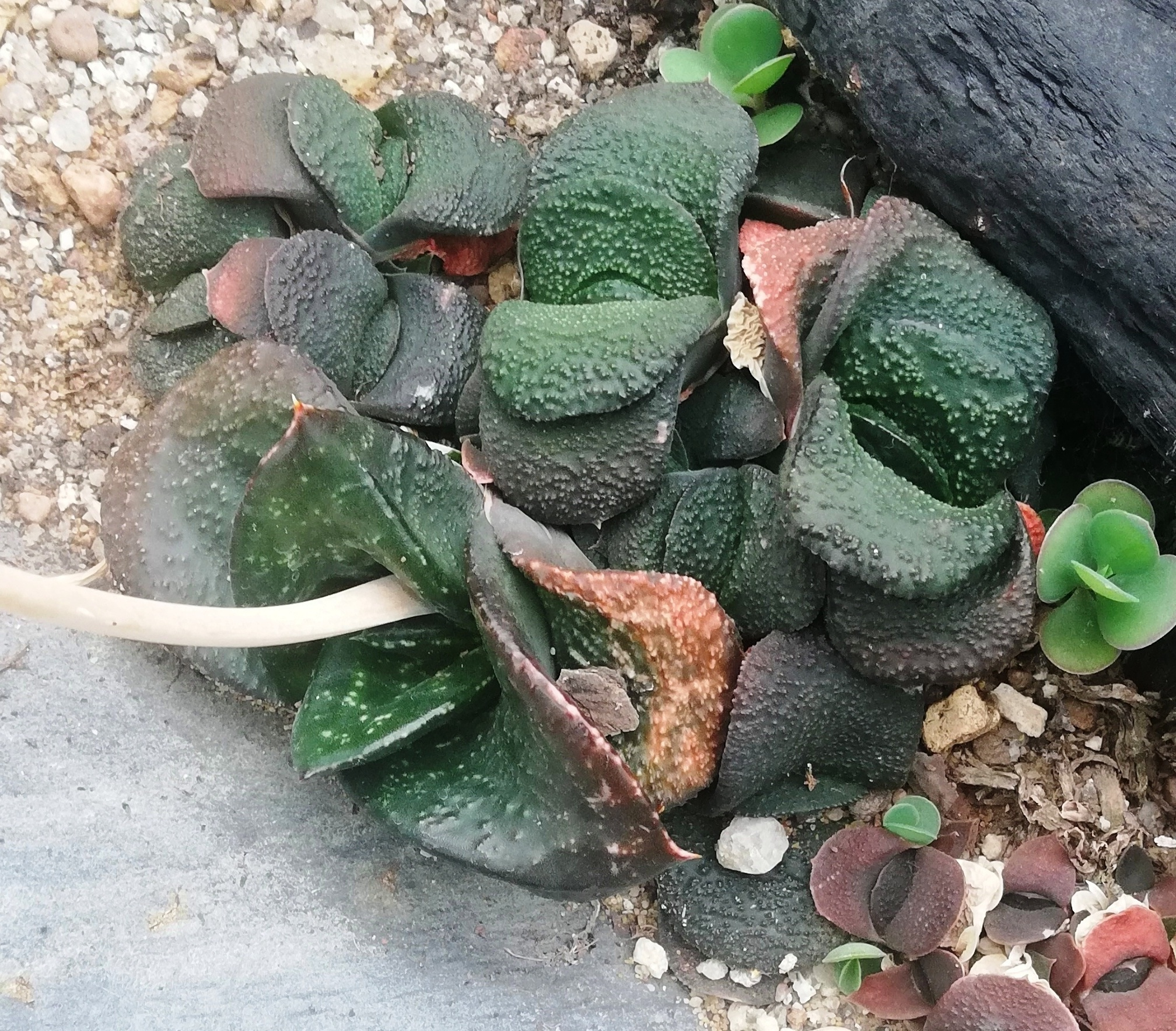

رَطِيَّة لامعة نبات عصاري من جنس رطية في جنوب إفريقيا. أوراقها مشقصة تطول من ٢٠ إلى ٢٢ سم. لونها إلى الخضار الزاهي. أزهارها قرمزية اللون. تنويرها شتوي